# Tipo 93 So-Mo / Sumida
El Tipo 93 So-Mo, también conocido como Sumida fue un automóvil blindado japonés producido en la década de 1930.

## Historia
Diseñado por la empresa Sumida, fue producido a partir de 1933 en la Fábrica de automóviles Ishikawajima. Una característica definitoria de este vehículo es que sus llantas podían cambiarse por llantas ferroviarias de acero con resalte. Cuando estas no eran empleadas, iban colgadas a los lados del casco. El vehículo tenía incorporados cuatro gatos hidráulicos para cuando necesitaba cambiar sus llantas. El cambio de llantas se hacía entre 10 a 20 minutos. Los ejes de las ruedas anteriores y posteriores podían ajustarse a diversos anchos de vía férrea. El automóvil blindado podía ir a altas velocidades sobre rieles, alcanzando 60 km/h.
Tuvo éxito al cubrir las grandes distancias en la invasión de China en 1937, pero su desempeño a campo través era pobre debido a sus ruedas con llantas de caucho macizo. También fue empleado en Manchuria, para "vigilar vías de ferrocarril". Se podían enganchar dos automóviles blindados y operar sobre rieles como autovagones. Esto hizo que fuesen empleados conjuntamente con trenes y el Ejército Imperial Japonés los empleó para reconocimiento. Tenía una tripulación de 6 soldados y por lo general iba armado con una ametralladora de 6,5 mm, o de 7,70 mm.

## Variantes
Se produjo una versión sin armamento, que fue designada como Autovagón blindado Tipo 91 So-Mo.
Una segunda variante producida por Ishikawajima conocida como Automóvil blindado Sumida Modelo P fue empleada por las Fuerzas Navales Especiales Japonesas de la Armada Imperial Japonesa.

## Galería

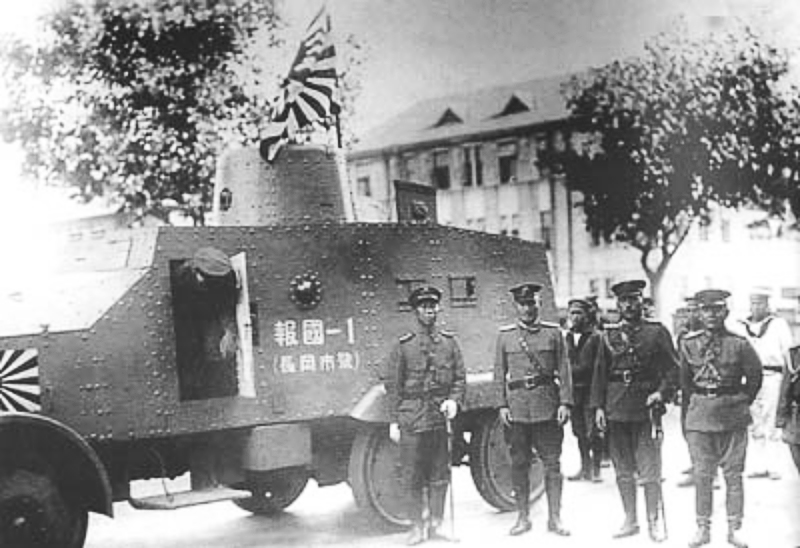
Oficiales japoneses junto a un Sumida Modelo P.
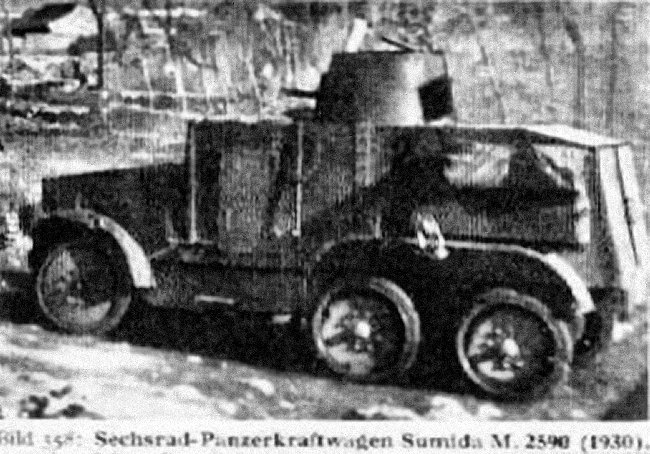
Sumida M.2590 (1930).
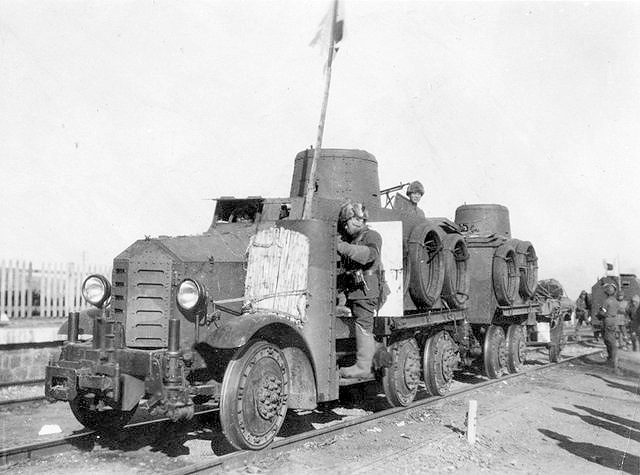
Dos So-Mo sobre rieles (1933).
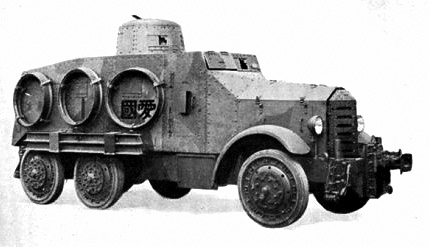
Perfil de un Sumida.
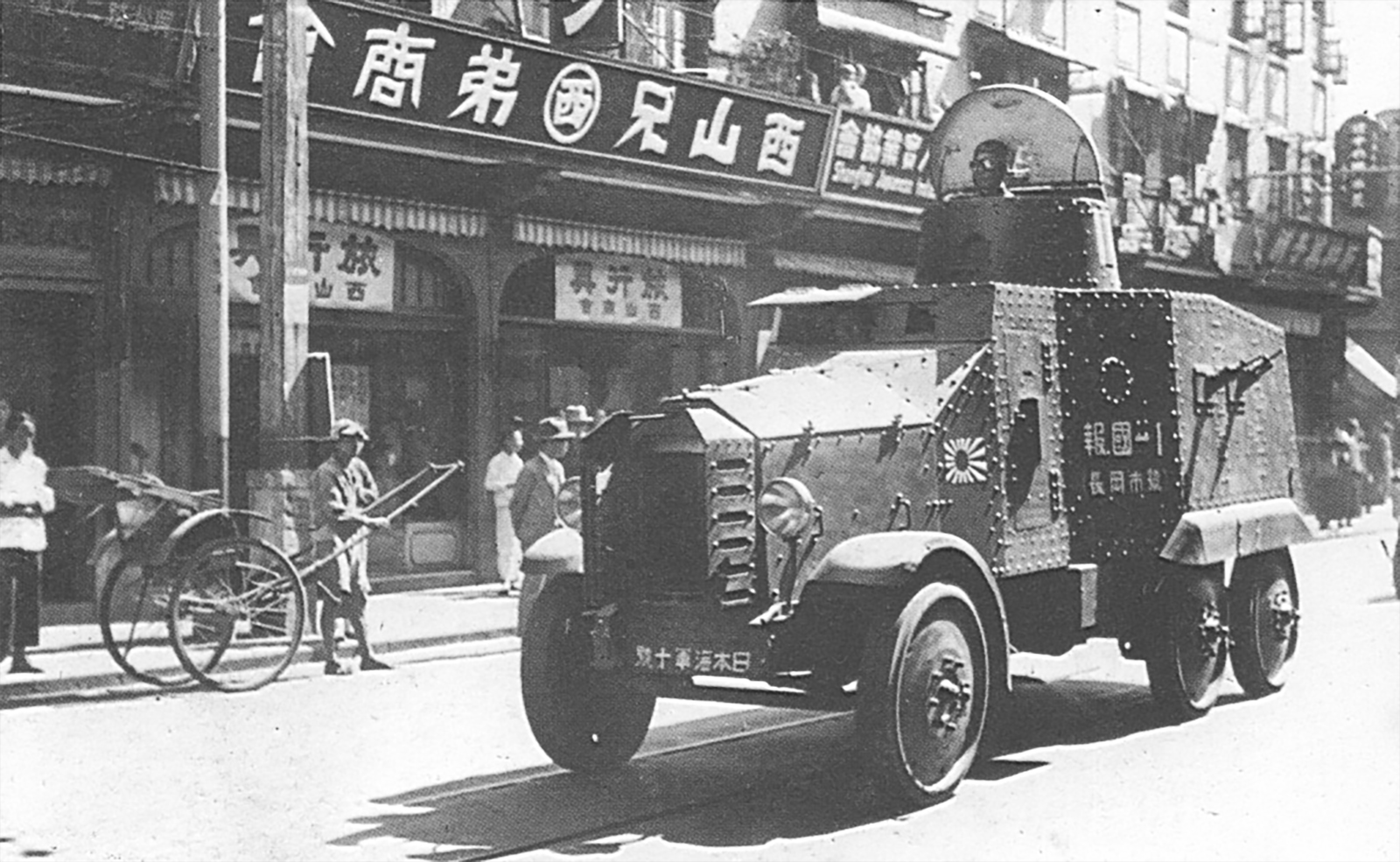
Un automóvil blindado Sumida Modelo P de las FNEJ en patrulla.